# 笠真生
笠 真生（りゅう しんせい、1977年 - ）は、日本出身の物理学者。専門は物性物理学。プリンストン大学教授。熊本県熊本市出身。
高柳匡とともにAdS/CFT対応におけるエンタングルメント・エントロピーに関する笠-高柳予想を提唱した。

## 略歴
- 2005年　東京大学博士課程修了
- 2005年　カリフォルニア大学サンタバーバラ校カブリ理論物理学研究所博士研究員
- 2008年　カリフォルニア大学バークレー校博士研究員
- 2011年　イリノイ大学アーバナ・シャンペーン校 准教授
- 2016年　シカゴ大学 准教授
- 2020年　プリンストン大学 教授

## 受賞歴
- 2013年 -  西宮湯川記念賞
- 2015年 -  基礎物理学ブレイクスルー賞 (New Horizons in Physics Prizes)
- 2015年 -  仁科記念賞
- 2024年 -  ディラック・メダル(ICTP)[3]